# Bactrododema episcopalis
Bactrododema episcopalis är en insektsart som först beskrevs av Kirby 1896.  Bactrododema episcopalis ingår i släktet Bactrododema och familjen Diapheromeridae. Inga underarter finns listade.